# Aplanósporo

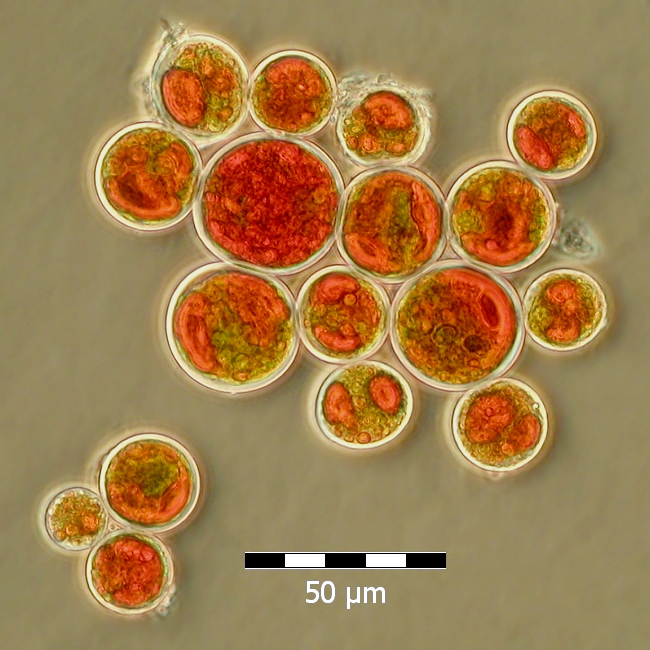
Células de Haematococcus Pluvialis em estágio final de diferenciação em aplanósporos.

Aplanósporo é um esporo assexual desprovido de motilidade (portanto, sem cílios ou flagelos) formado a partir do rejuvenescimento de células vegetativas, porém com a formação de uma nova parede celular distinta da parede da célula parental; é uma estrutura de resistência capaz de sobreviver em condições adversas; sua gênese ocorre individualmente ou em grupos no interior de uma célula-mãe ou em um esporângio. Ocorre em certos fungos inferiores; e em algas, como Haematococcus Pluvialis, Chlamydomonas e Vaucheria.
A título de exemplo, em condição de privação de nitrogênio, Haematococcus Pluvialis forma agregados de células que posteriormente diferenciam-se em aplanósporos.

## Etimologia[5]
Origina-se do grego: a- (não) + planos- (móvel) + sporá (semente).